# Жугчу
33°47′09″ пн. ш. 104°21′57″ сх. д. / 33.78586° пн. ш. 104.36588° сх. д.
Жугчу (кит. 舟曲县, пін. Zhōuqŭ Xiàn, трансліт. Zhugqu) — один із повітів КНР у складі Ганьнань-Тибетської автономної префектури, провінція Ганьсу. Адміністративний центр — містечко Ченгуань.

## Географія
Жугчу у середньому лежить на висоті близько 1370 метрів над рівнем моря (перепад висот у діапазоні від 1173 до 4504 метрів над рівнем моря) у долині річки Байлун (басейн Янцзи) на схід від гірського пасма Міншань.

### Клімат
Повіт лежить у зоні висотної поясності: одні його частини характеризуються вологим субтропічним кліматом, тоді як інші —  вологим континентальним кліматом з теплим літом. Найтепліший місяць — липень із середньою температурою 24,1 °C. Найхолодніший місяць — січень, із середньою температурою 2,1 °С.
| Клімат повіту Жугчу                                | Клімат повіту Жугчу | Клімат повіту Жугчу | Клімат повіту Жугчу | Клімат повіту Жугчу | Клімат повіту Жугчу | Клімат повіту Жугчу | Клімат повіту Жугчу | Клімат повіту Жугчу | Клімат повіту Жугчу | Клімат повіту Жугчу | Клімат повіту Жугчу | Клімат повіту Жугчу | Клімат повіту Жугчу |
| Показник                                           | Січ.                | Лют.                | Бер.                | Квіт.               | Трав.               | Черв.               | Лип.                | Серп.               | Вер.                | Жовт.               | Лист.               | Груд.               | Рік                 |
| Середній максимум, °C                              | 6,9                 | 10,6                | 15,7                | 21,4                | 25                  | 28,1                | 30,1                | 29,2                | 24,1                | 18,6                | 13,7                | 8,3                 | 19,3                |
| Середня температура, °C                            | 2,1                 | 5,5                 | 10,1                | 15,1                | 18,6                | 21,9                | 24,1                | 23,4                | 19                  | 13,9                | 8,5                 | 3                   | 13,8                |
| Середній мінімум, °C                               | −1,7                | 1,4                 | 5,7                 | 10,2                | 13,7                | 17,2                | 19,6                | 19,1                | 15,5                | 10,6                | 4,8                 | −0,8                | 9,6                 |
| Норма опадів, мм                                   | 1.9                 | 3.4                 | 14.4                | 32.5                | 57.3                | 64.7                | 70.5                | 72                  | 59.2                | 47.9                | 6.1                 | 0.5                 | 430.4               |
| Вологість повітря, %                               | 53                  | 52                  | 53                  | 54                  | 58                  | 60                  | 63                  | 65                  | 70                  | 71                  | 63                  | 55                  | 60                  |
| -------------------------------------------------- | ------------------- | ------------------- | ------------------- | ------------------- | ------------------- | ------------------- | ------------------- | ------------------- | ------------------- | ------------------- | ------------------- | ------------------- | ------------------- |
| Джерело: Дані метеостанції №56094 (КНР, 1991-2020) |                     |                     |                     |                     |                     |                     |                     |                     |                     |                     |                     |                     |                     |